# Estêvão de Meneses
Estêvão de Meneses foi «Senhor da Casa de Tarouca, Penalva, Gulfar, Lalim e Lazarim, comendador e alcaide mor de Albufeira da Ordem de Avis». Morreu em Lisboa, em 20 de novembro de 1677, sendo sepultado no convento da Santíssima Trindade de Santarém.
Nasceu em Lisboa, filho segundo de D. Duarte Luís de Meneses, 3.º conde de Tarouca,  1.º marquês de Penalva em Castela, gentil-homem do rei Filipe IV, em exercício, conselheiro de guerra, e general de cavalaria do exército da Andaluzia, e de sua mulher D. Luísa de Castro, filha de D. Estêvão de Faro, 1.º conde de Faro, vedor da Fazenda e conselheiro de Estado, e de sua mulher D. Guiomar de Castro, filha de D. João Lobo, 4.º barão de Alvito.
Com pouca idade passou com o pai a Castela, em 1641. Ali assistiu pelo espaço de vinte anos, e voltou a Portugal «protestando a fidelidade, que sempre conservara a seu Soberano» D. João IV de Portugal.  Foi Deputado da Junta dos Três Estados, «em cujo lugar mostrou que sua actividade era igual ao seu desinteresse». 

## Casamento e descendência
Casado com D. Helena de Bourbon, filha de D. Tomás de Noronha, 3.º conde dos Arcos, e de D. Madalena de Bourbon ou Borbón, filha e herdeira de D. Luís de Lima de Brito, 1.º conde dos Arcos, deixando por herdeira sua filha primogênita:
- 1 - D. Joana Rosa de Meneses, casada com João Gomes da Silva, feito 4.º conde de Tarouca, embaixador de Portugal ao imperador Carlos VI, e mordomo-mor da rainha D. Maria Ana de Áustria, com «larga posteridade».

## Obra
- - «Copia delas cartas que dexo escritas em Castilla D. Estevan de Menezes hijo segundo del conde de Tarouca passando a Portugal en las quales declara la razon de su passage», etc. publicadas em Lisboa em 1663. São duas Cartas, uma ao Arcebispo de Santiago, governador da Galiza, e a segunda ao Duque de Medina delas Torres.

## Fonte
- «Bibliotheca Lusitana», obra de Diogo Barbosa Machado, Tomo I, página 757